# Alicia Gutiérrez
Alicia Beatriz Gutiérrez (Córdoba, 1957) es una socióloga y autora argentina. Es profesora y catedrática del Departamento de Sociología de la Facultad de Filosofía y Humanidades de la Universidad Nacional de Córdoba, en la República Argentina. Sus investigaciones y publicaciones se enfocan a la pobreza urbana y la obra de Pierre Bourdieu, por lo cual ha sido invitada a dar cursos y conferencias en centros académicos en Chile, México, Colombia, Uruguay, España e Italia. Es la única investigadora de Latinoamérica miembro del Centre de sociologie européenne (CSE) del Collège de France.

## Biografía
Hija de padres argentinos de primera generación, descendientes de familias inmigrantes procedentes de España e Italia, nació en 1957. Su madre era odontóloga y su padre médico. Asistió a la Escuela Superior de Comercio Manuel Belgrano.
En 1985 se licenció en Historia en la Facultad de Filosofía y Humanidades de la Universidad Nacional de Córdoba. En 2002, se doctoró en Sociología por L’ École des Hautes Études en Sciences Sociales (Francia) y en Filosofía y Letras (área Antropología) por la Universidad de Buenos Aires. 
Es profesora titular regular en la cátedra de sociología de la Escuela de Filosofía de la Facultad de Filosofía y Humanidades de la Universidad Nacional de Córdoba, en la que dictó cursos de posgrado, así como en la Universidad de la República de Uruguay y en universidades de España y de Francia.
Alicia Gutiérrez es profesora adjunta de antropología en la Facultad de Filosofía y Letras de la Universidad de Buenos Aires. Es investigadora del Consejo Nacional de Investigaciones Científicas y Técnicas.
Fue colega cercana de Pierre Bourdieu, sociólogo francés, uno de los más destacados representantes de la época contemporánea. Sus investigaciones están relacionadas con la temática de la pobreza urbana, que aborda desde que obtuvo una beca en 1989, y también acerca de la obra de Pierre Bourdieu, quien leyó su libro Pierre Bourdieu: las prácticas sociales, editado por primera vez en 1994 por el Centro Editor de América Latina, y la felicitó en una carta por el trabajo realizado. Bourdieu invitó luego a Gutiérrez a formar parte del Centre de sociologie européenne (CSE) en enero de 1998. Desde entonces, mantuvo una relación amistosa y académica hasta el fallecimiento de Bourdieu en 2002. Gutiérrez ha traducido varios de los trabajos de Bourdieu al castellano.

## Obras

### Libros
- Gutiérrez, Alicia B. (1994). Pierre Bourdieu: las prácticas sociales. Centro Editor de América Latina. ISBN 9789502521596.
- Gutiérrez, Alicia B. (2002). Las prácticas sociales: Una introducción a Pierre Bourdieu. Tierradenadie. ISBN 84-932873-0-X.
- Gutiérrez, Alicia B. (2015). Pobre'... como siempre: Estrategias de reproducción social en la pobreza. Editorial Eduvim. ISBN 9789876992510.
- Gutiérrez, Alicia B. (2021). De la grieta a las brechas. Editorial Eduvim. ISBN 9789876996938.